# Веселин Ханчев
Веселин Симеонов Ханчев е български поет, публицист, преводач, заслужил деятел на културата (1963).

## Биография
Роден е на 4 април 1919 г. в Стара Загора. Учи в родния си град и право в Софийския университет (1941). Участва във Втората световна война (1944–1945).
Литературен уредник (1938–1943) във вестник „Литературен глас“, началник на отдел за литература и изкуство в Радио София (1945), драматург в Народната опера (1949–1951) и в Сатиричния театър в София. Член е на БКП от 1944 г.
Съветник по културните въпроси в посолството на България във Варшава (1962–1964) и Париж (1964–1966).
През 1961 г. създава едно от известните си стихотворения, наречено "Художник"
А в стихотворението си "Посвещение" пише:
```
..О, трябва този свят да се изстрада,
повторно трябва в теб да се роди
и всяка вещ, и образ покрай тебе
сърцето твое да пресътвори,..
```

Умира на 4 ноември 1966 г. в София.

## Семейство
Родителите на Веселин Ханчев са Невена Азманова и Симеон Ханчев. Невена Азманова е старозагорка, завършила Девическата гимназия в родния си град. Учи медицина в Лозана, Швейцария, но се дипломира в Нанси, Франция. Там се запознава с д-р Симеон Ханчев и когато се прибират в България, се женят. През 1910 г. д-р Невена Азманова – Ханчева и д-р Симеон Ханчев откриват собствена клиника с детско и акушеро-гинекологично отделение. Семейството има три деца: Милка, Веселин и Здравко, който е лекар в Швейцария. Веселин Ханчев има две дъщери – Румяна и Елка.

## Творчество
За пръв път печата през 1934 г. Сътрудничи на вестниците „Час“ и „Литературен глас“, след 1944 – на всички периодични литературни издания. В първата му стихосбирка, „Испания на кръст“, посветена на Испанската гражданска война (1936–1939), преобладава пацифистичният протест. Етап в творческото развитие на Ханчев е стихосбирката „Стихове в паласките“ – лиричен дневник на героизма и мъжеството на българския войник във Втората световна война. Гражданските и интимните вълнения на поета винаги са в единство и хармония.
Ханчев е автор на пиеси – „Злато“, „Отровен гълъб“, „Двамата и смъртта“, и на нереализирания филмов сценарий „Крали Марко“.
Превежда „Героична комедия“ от Едмон Ростан (1961), творби от френски (Жак Превер) и руски поети.
Негови стихотворения са преведени на немски, полски, румънски, руски, украински, унгарски, френски, чешки, японски и други езици.

## Отличия
Той е лауреат на Димитровска награда за 1960 г. и 1962 г.